# Школа № 21 (Сыктывкар)
Муниципальное автономное общеобразовательное учреждение средняя общеобразовательная школа № 21 с углублённым изучением немецкого языка —  общеобразовательное учреждение в городе Сыктывкаре. Основана в 1949 году. Первый учебный год начался 1 сентября 1949 года. Ведётся обучение учеников 1-11 классов.
На 2010 год это самая большая школа города, в ней 54 класса, она престижна. В школе ведётся углублённое изучение немецкого языка. Она сотрудничает с местной автономией российских немцев, и школой города Вахтендонк (Германия), проводятся обмены делегациями школьников. Школа также сотрудничает с Институтом языка и культуры им. Гёте, Центральным управлением зарубежных школ при посольстве ФРГ в Москве и Санкт-Петербурге, международным союзом немецкой культуры и др.

## История
- Школа основана в 1949 году. Первоначально в ней учились 593 школьников. Первым директором школы стал Леонид Николаевич Холопов.
- К 20-летию Победы Советских войск, в мае 1965 года в школе был открыт первый в Республике Коми школьный музей Боевой Славы.
- В 1970—1980 годах значительно укрепляется материально-техническая база школы, зарождаются интересные школьные традиции, активизируется внеурочная воспитательная работа.
- В 1986 году директором школы становится Владимир Дмитриевич Целищев
- В 1993—1997 годах при школе открыт один из первых в городе центров дополнительного образования
- В 1997 году школа получила статус «Средняя школа № 21 с углубленным изучением немецкого языка»[1] в связи с объединением её с начальной немецкой национальной школой №42
- В 2004 году в школе создан Попечительский совет школы, в который вошли в основном выпускники школы.
- В 2005 директором становится Анна Прокофьевна Порошкина
- В 2006 школа становится призёром конкурса «Лучшие школы России» в номинации «Инновации»
- В 2007 становится победителем национального проекта «Образование»
- В 2008 году вместе с партнёрской школой из г. Вахтедонка стали победителями международного проекта «Мир для Европы, Европа для мира».